# 南京大學哲學系
南京大學哲學系是南京大學最早成立的人文系科之一，也是溯源最古老的學科之一。 

## 現狀
專業學科設置
- 中國哲學
- 馬克思主義哲學
- 外國哲學
- 邏輯學
- 倫理學
- 美學
- 宗教學
- 東方哲學與宗教
- 科學技術哲學

## 特色
- 南京大學向以發揚中國文化和儒家思想著稱，被稱為中國現代儒學復興運動的策源地，如學衡社、國風社和南高國學研究會、史地研究會、哲學研究會等學術社團。現代新儒學的代表人物，除現代儒學宗師柳詒徵等人外，熊十力、方東美、唐君毅、牟宗三諸師，多出自哲學系。
- 領域而言，廣納眾學。

## 歷史概要
- 1920年（民國9年），南京高等師範學校合並國文史地部和數學理化部爲文理科，開設哲學系，文理科主任劉伯明兼首任系主任；次年，在南京高師師基礎上成立國立東南大學。追溯源頭，自吳永安元年（西元258年）吳國詔立五經博士始，古代南京大學儒哲興學不絕；至南朝宋時，設儒、玄兩學館，雷次宗領儒學館，何尚之領玄學館。南高東大時期南京大學哲學系成立以後，除儒家、道家哲學及佛學等外，西方哲學也發展起來；中國西洋哲學先驅劉伯明引介西洋哲學史，同時學衡學者開始將古希臘哲學引入國內[1]。
- 1927年（民國16年），國立東南大學改爲第四中山大學，哲學系改爲哲學院；次年更名國立中央大學，哲學院復改爲哲學系。曆任系主任有湯用彤、宗白華、方東美、唐君毅、牟宗三等。
- 1949年，中央大學更名南京大學。1952年院系调整，南京大學哲學系分出停辦[2]，部分教師轉至相關系科。院系调整时併入南京大學的金陵大學亦於1920年設立哲學系。
- 1960年，南京大學恢復哲學專業[3]；1977年，恢復哲學系[4]。
- 2000年，南京大學哲學系體系內獨立設置宗教學系[5]。

## 校友
- 朱德生
- 陳曉明